# モーリシャスクイナ
モーリシャスクイナ（学名：Aphanapteryx bonasia）は、ツル目クイナ科に属する鳥類の1種である。
インド洋西部のモーリシャス島だけに生息していたが、すでに絶滅した。体色は茶色で、太っていて飛べない。体はニワトリより大きく体長50cm前後。標本は残っておらず、いくつかの骨と、スケッチ、記述を見ることができる。
羽毛は全体的にやや赤みを帯びた茶色をしており、羽は髪のようにふわふわとしていた。尾は羽毛で隠れていて、生きている状態では観察されていない。長く、少し曲がったくちばしと、体に比較して長い足を持つ。全体的にキーウィに似た格好をしている。
1602年頃のモーリシャス島に関する記述のほとんどすべてにモーリシャスクイナについての言及がある。しかし記述は同じ内容の繰り返しばかりであり、生態に関する記述はあまりない。狩りの教本によると、モーリシャスクイナを捕まえるのは非常に容易く、焼いて食用にすると豚肉の代わりにできると記述されている。
この鳥に残されている絵の多くは、ルドルフ2世が1600年前後に行っていた動物ショーで公開されていたものを、ヨリス・フーフナーヘル(Joris Hoefnagel)がイラストにしたものである。また得体が知れないが、フランチェスコ・バッサーノ・イル・ジョーヴァネ(Francesco Bassano il Giovane)の描いた Arca di Noè という絵にモーリシャスクイナらしきものが描かれている。バッサーノは1638年にオランダがモーリシャスを海外領土とする以前の1592年に死去しており、この鳥の出所は不明である。

## 絶滅の経緯

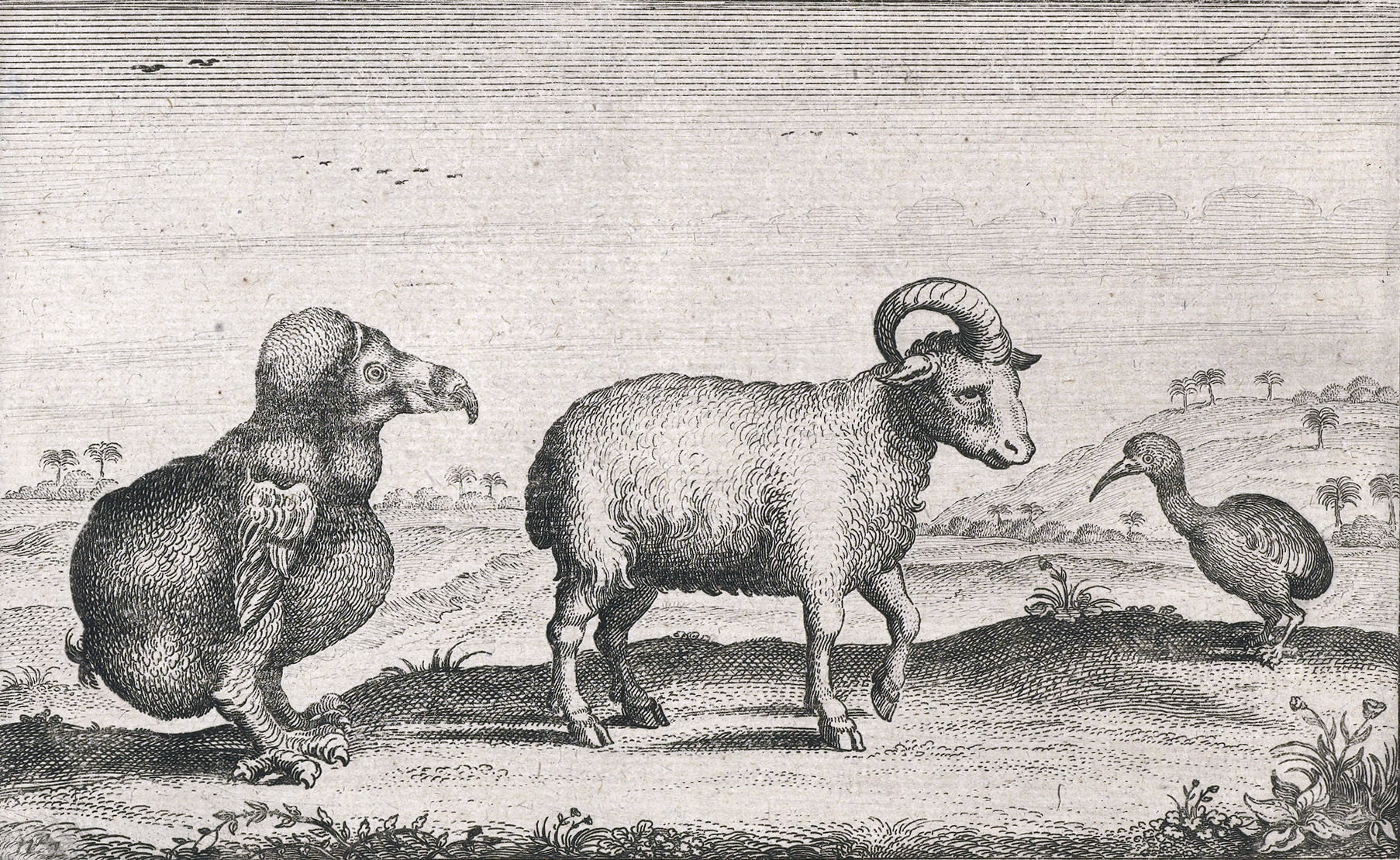
Pieter van den Broeckeによる描写（1617年）

17世紀前半にオランダ人の本格的な植民が始まってからほぼ60年後の1700年前後に絶滅したとされる。肉が美味であり食用として乱獲されたほか、同じモーリシャス島で絶滅したドードーのように外来のブタやネズミにより卵を食べられた可能性も考えられる。

## 分類
ドードーと混同もしくは取り違えた記述を元に分類された結果、モーリシャスクイナを指す名前はいくつもある。
- Apterornis bonasia Selys, 1848
- Didus broeckii Schlegel, 1848 (van den Broecke drawing)
- Didus herberti Schlegel, 1854（Herbert が描いた後）
- Aphanapteryx imperialis Frauenfeld, 1868 (after the Hoefnagel painting)
- Pezophaps broeckii Schlegel, 1873
- Didus herbertii Salvadori, 1893
- Kuina mundyi Hachisuka, 1937 （Mundyが描いた後